# 高謙之
高谦之（486年—527年），字道让，勃海郡人，北魏官員，高崇之子。魏孝明帝时的铸钱都将长史。
魏孝明帝武泰元年（公元528年），高谦之上表建议铸造三铢钱，以辅助五铢钱并行流通。魏孝明帝曾准备采纳他的建议，诏書未下達，高谦之就被殺。
高謙之的弟弟高道穆擔任御史时，曾舉報相州刺史李世哲。由於李世哲以及弟弟李神轨被宣武靈皇后宠信，高謙之於是被下獄處決。
高謙之曾著有《凉书》十卷，沒有流傳下來。